# Streptococcus

Streptococcus este un gen de coc de formă sferică sau ovală, Gram-pozitivă, din încrengătura  Firmicutes și ordinul Lactobacillales.
Streptococii se grupează în lanțuri, nu au spori și nici cili, fiind deci imobili.
Unele specii sunt patogene, provocând boli ale pielii și ale mucoaselor vizibile, denumite streptococii (exemple: erizipel, impetigo, conjunctivită), precum și scarlatina, endocardita, septicemia acută și cronică la oameni și gurma la cai, mamita la vaci etc.
Alte specii de streptococ sunt saprofite, de exemplu Streptococcus lactis, agent al fermentației lactice.

## Specii importante
Următorul tabel reprezintă streptococi relevanți din punct de vedere medical:
| Specia          | Gazdă       | Boală                                                                  |
| S. pyogenes     | om          | faringită                                                              |
| S. agalactiae   | om, bovine  | meningită neonatală și septicemie                                      |
| S. dysgalactiae | om, animale | endocardită, bacteremie, pneumonie, meningită, infecții respiratorii   |
| S. bovis        | om, animale | infecții biliare și urinare, endocardită                               |
| S. anginosus    | om, animale | abcese subcutanate sau ale organelor, meningită, infecții respiratorii |
| S. sanguinis    | om          | endocardită, carii dentale                                             |
| S. suis         | porc        | meningită                                                              |
| S. mitis        | om          | endocardită                                                            |
| S. mutans       | om          | carii dentale                                                          |
| S. pneumoniae   | om          | pneumonie                                                              |